# علي فلاحيان
علي فلاحيان ((بالفارسية:  علی فلاحیان) التلفظ (مساعدة·معلومات)، من مواليد 1945) هو سياسي إيراني تولى رئاسة وزارة الاستخبارات والأمن القومي لجمهورية إيران الإسلامية من 1989 حتي 1997 في فترة رئاسة هاشمي رفسنجاني.